# مارین هاروست
مارین هاروست (به نروژی: Marine Harvest) که تا ۶ فوریه ۲۰۰۷ با نام پَن فیش شناخته می‌شد، شرکت خوراک دریایی نروژی است، که محصولات خود را در بسیاری از کشورهای جهان ارائه می‌کند.
شرکت مارین هاروست در زمینه پرورش و توزیع ماهی سالمون (یا ماهی آزاد پرورشی) فعالیت گسترده‌ای دارد. این شرکت دارای عملیات در کشورهای نروژ، اسکاتلند، کانادا، جزایر فارو، جزیره ایرلند و شیلی می‌باشد. مارین هاروست در حدود ۳۰ درصد از بازار فروش بین‌المللی ماهی آزاد را در اختیار دارد. این شرکت به‌عنوان بزرگترین توزیع‌کننده ماهی قزل‌آلا و سالمون در جهان محسوب می‌شود.